# Волпијано
Волпијано (итал. Volpiano) је насеље у Италији у округу Торино, региону Пијемонт.
Према процени из 2011. у насељу је живело 14371 становника. Насеље се налази на надморској висини од 221 м.

## Становништво
| 1931. | 1936. | 1951. | 1961. | 1971. | 1981.  | 1991.  | 2001.  | 2011.  |
| ----- | ----- | ----- | ----- | ----- | ------ | ------ | ------ | ------ |
| 5.191 | 4.842 | 5.166 | 5.386 | 8.135 | 10.787 | 12.536 | 12.991 | 14.998 |